# Potamorrhaphis
Potamorrhaphis is een geslacht van straalvinnige vissen uit de familie van de gepen (Belonidae).

## Soorten
- Potamorrhaphis eigenmanni Miranda Ribeiro, 1915
- Potamorrhaphis guianensis (Jardine, 1843)
- Potamorrhaphis labiatus Sant'Anna, Delapieve & Reis, 2012
- Potamorrhaphis petersi Collette, 1974